# Bittornado
Bittornado är ett fildelningsprogram i form av en gratis bittorrent-klient för Microsoft Windows, Mac OS, Linux och BSD. BitTornado är öppen programvara tillgängligt under MIT License. BitTornado är skrivet i Python. BitTornado är designat för att använda så lite resurser som möjligt för gammal hårdvara.

## Funktioner
BitTornado har väldigt låga systemkrav.
- Upp- och nerladdnings hastighetsbegränsande
- IPv6-stöd
- Protokollkryptering (PE) stöd i version 0.3.18
- Detaljerad information om anslutningar till andra peers
- Prioriterad nerladdning
- UPnP Port Forwarding (Universal Plug and Play)
- HTTPS tracker support